# Bleiplatte von Magliano

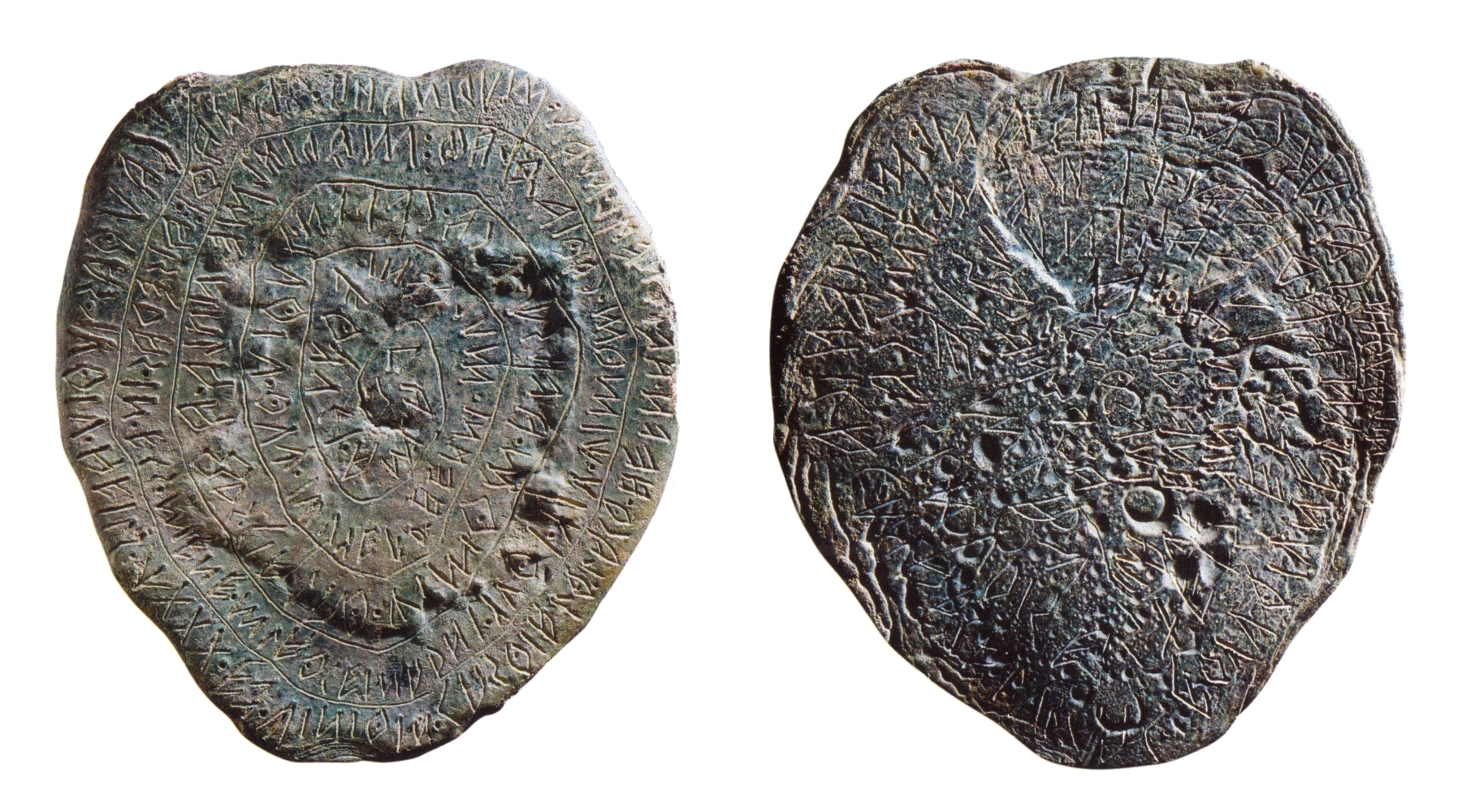
Vorder- und Rückseite der Bleiplatte von Magliano

Die Bleiplatte von Magliano oder auch Diskos von Magliano stammt aus dem 5. Jahrhundert v. Chr. und zählt zu den bedeutendsten etruskischen Schriftdenkmälern. Das Artefakt wurde 1882 in der Nähe von Magliano in der Toskana gefunden und befindet sich heute im Archäologischen Nationalmuseum von Florenz.

## Beschreibung
Die aus Blei gefertigte Platte ist 191 Gramm schwer und linsenförmig gewölbt. Sie besitzt an der schmalsten Stelle einen Durchmesser von 7 cm und an der breitesten einen von 8 cm. Nur wenige Schriftdenkmäler des Etruskischen sind auf Metallplatten überliefert. Ebenso ungewöhnlich wie die Form und die Beschaffenheit der Scheibe ist auch die Anordnung des Textes. Die Platte ist auf beiden Seiten spiralförmig mit etruskischen Buchstaben beschriftet. Die Anfertigung des Artefakts wird auf etwa 450 v. Chr. datiert.
Die Bleiplatte wurde im Februar 1882 bei Arbeiten auf einem Feld 2 km südöstlich von Magliano in der Nähe der früheren Klosteranlage von Santa Maria in Borraccia gefunden. Die Gebäude, die aus dem 13. Jahrhundert stammten, wurden seit dem 19. Jahrhundert landwirtschaftlich genutzt. Westlich vom Fundort lag eine etruskische Nekropole mit Grabkammern aus dem 7. und 6. Jahrhundert v. Chr. Die Bleiplatte muss deswegen noch keinen funerären Zweck besessen haben, da solche Artefakte auch für Opferversprechen, Orakelsprüche und Fluchtafeln angefertigt wurden. In der näheren Umgebung könnte sich ein Heiligtum befunden haben. Nicht weit entfernt lag wahrscheinlich die etruskische Stadt Hepa (lat. Heba).

## Die Inschriften
Bemerkenswert ist die Länge des Textes, da er sich mit 70 Einzelwörtern deutlich von den vielen kurzen etruskischen Grabinschriften unterscheidet. Der Text zählt damit zu den längsten in etruskischer Sprache. Entsprechend den etruskischen Schreibgewohnheiten ist der Text von rechts nach links mit spiegelverkehrten Buchstaben verfasst. Der Text ist dabei im Uhrzeigersinn von außen nach innen zu lesen. Die meisten Wörter sind durch einen Punkt voneinander getrennt.

### Inschrift A

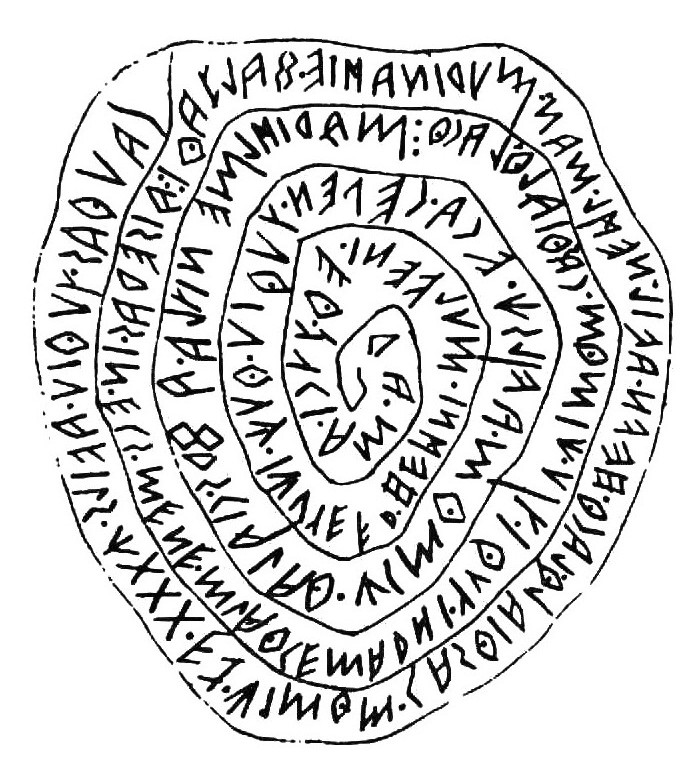
Inschrift A

Die Inschrift A beginnt links oben. Zweimal werden zur Worttrennung auch drei senkrechte Punkte verwendet. Dadurch sollte der Text offenbar in einzelne Phrasen unterteilt werden.
CAUTHAS • TUTHIU • AVILS • LXXX • EZ • CHIMTHM • CASTHIALTH • LACTH • HEVN • AVIL • NEŚL • MAN • MURINAŚIE • FALZATHI ⁝
AISERAS • IN • ECS • MENE • MLATHCE MARNI • TUTHI • TIU • CHIMTHM • CASTHIALTH • LACTH ⁝
MARIŚL MENITLA • AFRS • CIALATH • CHIMTH • AVILSCH • ECA • CEPEN • TUTHIU • THUCH • ICHU TEVR • HEŚNI • MULVENI • ETH • ZUCI • AM • AR
CAUTHAS ist der Genitiv von Cautha, einer weiblichen Sonnengottheit, die aber auch als Unterweltgöttin in Erscheinung tritt. Der Wortstamm TUTH von TUTHIU könnte eine öffentliche oder gemeinschaftliche Gegebenheit umschreiben. TUTHIU dürfte das entsprechende Adjektiv sein. AVILS ist der Genitiv von AVIL (Jahr) und die nachfolgenden Zeichen stellen etruskische Zahlensymbole für 80 (etruskisch 𐌢𐌢𐌢𐌣, lat. LXXX) dar. Es scheint also etwas den Zeitraum von 80 Jahren zu umfassen. Später folgt das Wort AVIL im Nominativ. Die Bedeutung der Wortfolge CHIMTHM, CASTHIALTH und LACTH, die im zweiten Abschnitt noch einmal auftritt, ist nicht bekannt. Die Endungen –TH deuten auf Lokative hin, wodurch bestimmte Orte für Opferhandlungen angegeben werden könnten. Vielleicht ist MAN eine Kurzform von MANIM (Bauwerk, Grab) und MURINAŚIE die adjektivische Form von Murina, dem Gentilnamen einer bedeutenden etruskischen Familie.
Die Bedeutung von AISERAS zu Beginn des zweiten Abschnitts war lange unklar. Heute geht man davon aus, dass AISERAS der Genitiv des Plurals AISER (Götter) mit dem Singular AIS (Gott) ist. ECS ist der Genitiv von ECA (dieser, diese, dieses). MENE dürfte mit MENECE, hat gegeben, in Verbindung stehen und könnte einen Imperativ mit der Bedeutung Gib! darstellen. TUTHI ist das etruskische Wort für Bürgerschaft oder Staat. TIU bedeutet Mond oder Monat. Es könnte also der Zeitpunkt für ein öffentliches oder gemeinschaftliches Opfer angegeben sein.
MARIŚL ist der Genitiv von Mariś, einer nicht näher bekannten Gottheit oder eines Genius. Vermutlich sind CIALATH und CHIMTH wieder Lokative und geben Orte für Opferhandlungen an. AVILSCH ist eine unbekannte Form von AVIL (Jahr). Vielleicht folgt dem Genitiv AVILS ein Suffix –CH für und. Jedenfalls steht ECA für dieser und CEPEN bezeichnet einen Priester. Es könnte sich also zusammen mit dem nachfolgenden TUTHIU um einen amtlich bestellten Priester der Gemeinde handeln. MULVENI dürfte denselben Wortstamm aufweisen wie MULUVENICE (hat gespendet) und könnte ein Imperativ mit der Bedeutung Spende! sein. Wenn die Endung –NI auf einen Imperativ hindeutet, dann könnte auch HEŚNI eine Aufforderung beinhalten. AM und AR lassen sich auf die bekannten Wörter AMCE (ist gewesen) und ARCE (hat gemacht) zurückführen und könnten Imperative mit der Bedeutung Sei! und Mach! darstellen.

### Inschrift B

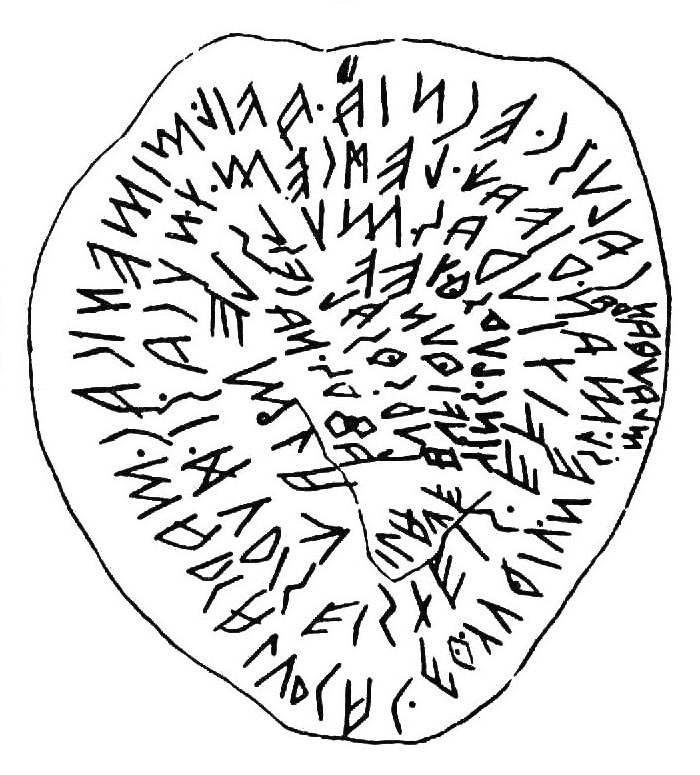
Inschrift B

Die Inschrift B beginnt rechts in der Mitte. Die einzelnen Zeilen sind hier nicht wie in Inschrift A durch ein Spiralband voneinander getrennt. Im Zentrum der Scheibe wurde von der spiralförmigen Schreibung abgewichen. Die letzten Wörter stehen in drei Zeilen untereinander. Zahlreiche Wörter sind nicht voneinander getrennt.
MLACH THANRA CALUSC • ECNIA • IV AVIL • MI MENICAC • MARCA LURCAC • ETH • TUTHIU • NESL • MAN • RIVACH • LEŚCEM • TNUCASI • ŚURIS EISTEIS • EVITIURAS • MULSLE MLACH ILACHE TINS • LURSTH • TEV HUVI THUN LURSTH SAL AFRS • NACES
MLACH steht für eine Votivgabe und kommt an späterer Stelle erneut vor. THANRA ist das Adjektiv oder der Genitiv von Thanr, einer Göttin, die mit der Geburt, aber auch mit dem Tod in Verbindung steht. CALUSC setzt sich zusammen aus dem Genitiv CALUS von Calu, einem Unterweltgott, und dem Suffix –C für und, vergleichbar mit dem Lateinischen Suffix –QUE. Nach anderer Auffassung bedeutet MLACH schön oder gut, so dass sich zusammen THANRA CALUSC die Lesung der schönen Thanr und des Calu ergibt. Danach folgt mit IV AVIL (vier Jahre) wieder eine Zeitangabe. Das entsprechende etruskische Zahlzeichen ist 𐌡𐌠. MI bedeutet Ich. Es spricht aber nicht der Verfasser der Inschrift, sondern nach etruskischer Tradition die Bleiplatte von sich selbst. Wenn die nachfolgenden Wörter MENICAC, MARCA und LURCAC adjektivisch für Gottheiten stehen, verbunden durch das Suffix –C für und, dann würde die Lesung Ich von Meni, Mar und Lur ausdrücken, dass die Bleiplatte Eigentum dieser Gottheiten war. TUTHIU umschreibt wieder eine öffentliche oder staatliche Gegebenheit. ŚURIS ist der Genitiv von ŚURI, einer Unterweltgottheit, die vielleicht auch als Orakel befragt wurde. Wegen TIU für Monat mit TIURAS als Genitiv Plural könnte EVITIURAS ein wiederkehrender Zeitpunkt in jedem Monat sein. TINS ist ebenfalls ein Genitiv. TIN hat die Bedeutung Tag, könnte aber auch für Tinia, der höchsten etruskischen Gottheit, stehen. LURSTH gibt als Lokativ wieder einen Ort an, der zur Gottheit Lur gehört. Der Wortstamm TEV bezeichnet vielleicht eine präsentierende Handlung oder Gegebenheit und könnte hier als Imperativ mit der Bedeutung Zeige! auftreten.
Trotz der zahlreichen bekannten Wörter ist die Bedeutung des Textes insgesamt unklar. Es werden mehrere Unterweltgottheiten und wahrscheinlich Opferhandlungen genannt. Daher bezieht sich der Inhalt vermutlich auf rituelle Anweisungen oder Verpflichtungen, wie zu welchen Zeiten, alle vier Jahre, jährlich oder monatlich, und an welchen sakralen Orten bestimmte Opfer darzubringen sind, vielleicht im Andenken an einen oder mehrere Ahnen der Familie Murina. Ob sich die Inschrift an andere Personen als Leser richtete oder nur für den Besitzer der Scheibe gedacht war, ist ungeklärt. Denkbar ist die Verwendung als Amulett.

## Forschungsgeschichte
Erstmals veröffentlicht wurde die Inschrift 1882 von Emilio Teza, einem italienischen Sprachwissenschaftler. Namhafte Linguisten und Etruskologen haben sich seitdem mit der Lesung der Inschrift befasst. Der deutsche Sprachforscher Wilhelm Deecke versuchte sich 1884 an einer wörtlichen Übersetzung des Textes und deutete ihn als Opfervorschrift. Der norwegische Philologe Alf Torp beschäftigte sich zu Beginn des 20. Jahrhunderts seinen Etruskischen Beiträgen auch mit der Bleiplatte von Magliano und lieferte wesentliche Erkenntnisse. Auch Emil Goldmann, ein österreichischer Rechtshistoriker und Sprachforscher, setzte sich 1936 mit der Inschrift auseinander. Goldmann und Torp haben in Inschrift B die Zeitangabe II AVIL statt IV AVIL gelesen. Weitere Versuche, den ganzen Text Wort für Wort zu übersetzen, unternahmen 1939 Søren Peter Cortsen und in neuerer Zeit Massimo Pittau. Alle bisherigen Übersetzungen der Inschrift stellten sich als teilweise falsch heraus oder fanden keine Anerkennung in der Fachwelt. Der niederländische Etruskologe Bouke van der Meer befasste sich 2013 eingehend mit der Inschrift von Magliano und gab einen Überblick über die bisherigen Forschungsergebnisse.

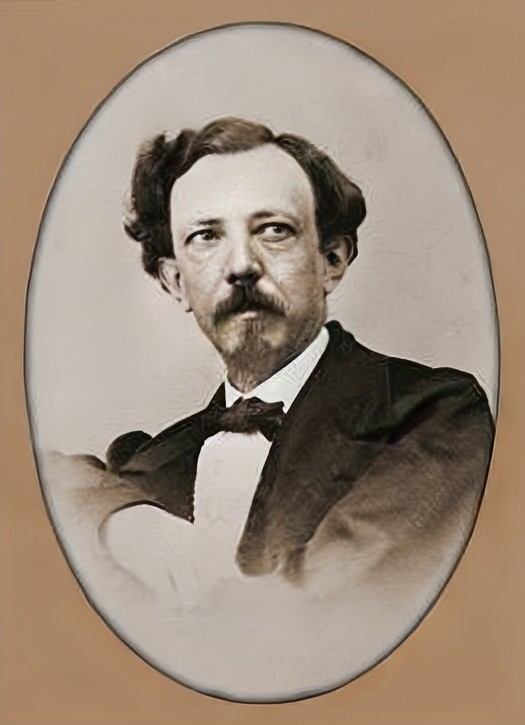
Emilio Teza (1831–1912)
Wilhelm Deecke (1831–1897)
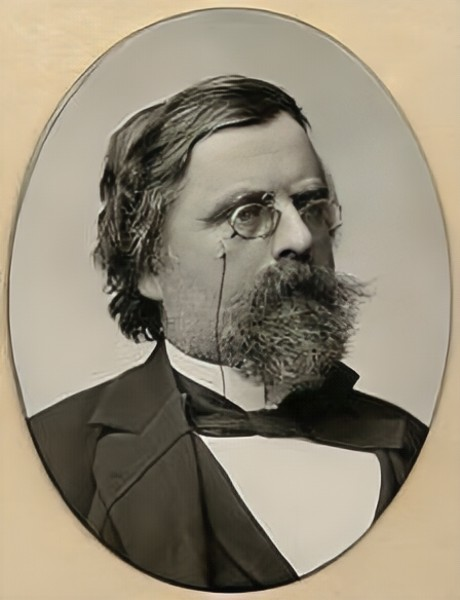
Alf Torp (1853–1916)